# Peniche
Peniche là một huyện thuộc tỉnh Leiria, Bồ Đào Nha. Huyện này có diện tích 78 km², dân số thời điểm năm 2001 là 27315 người.

Peniche
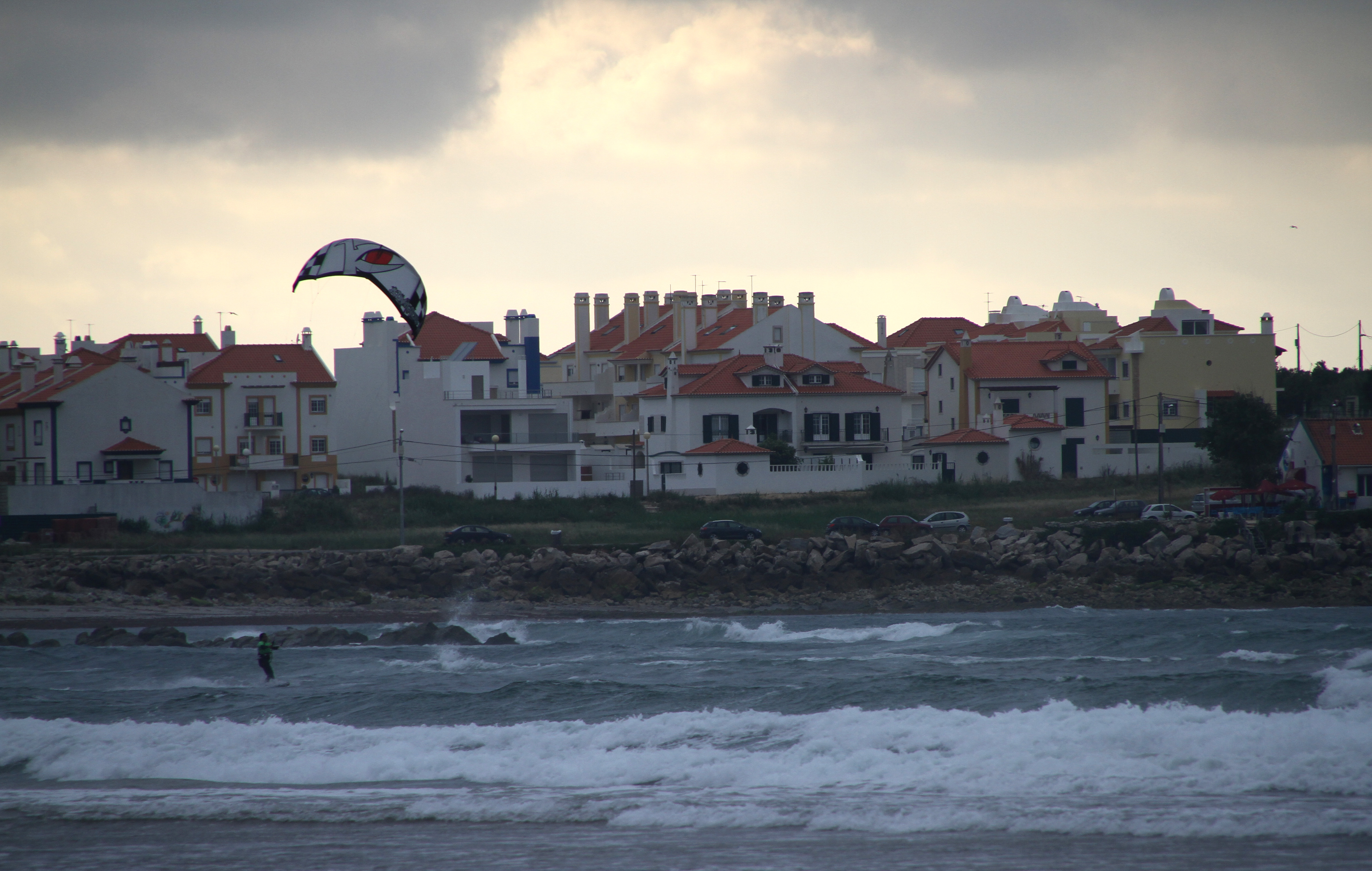
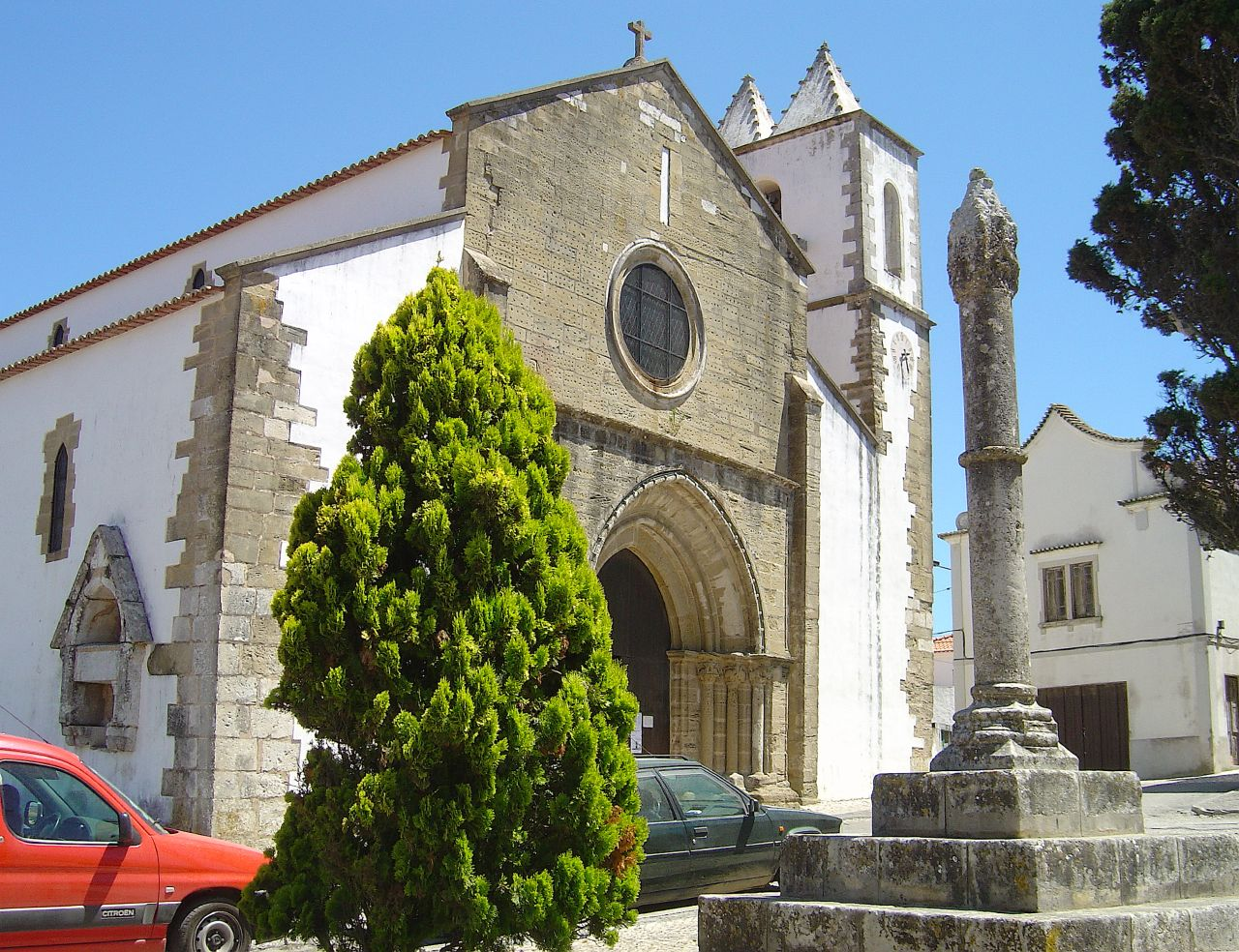
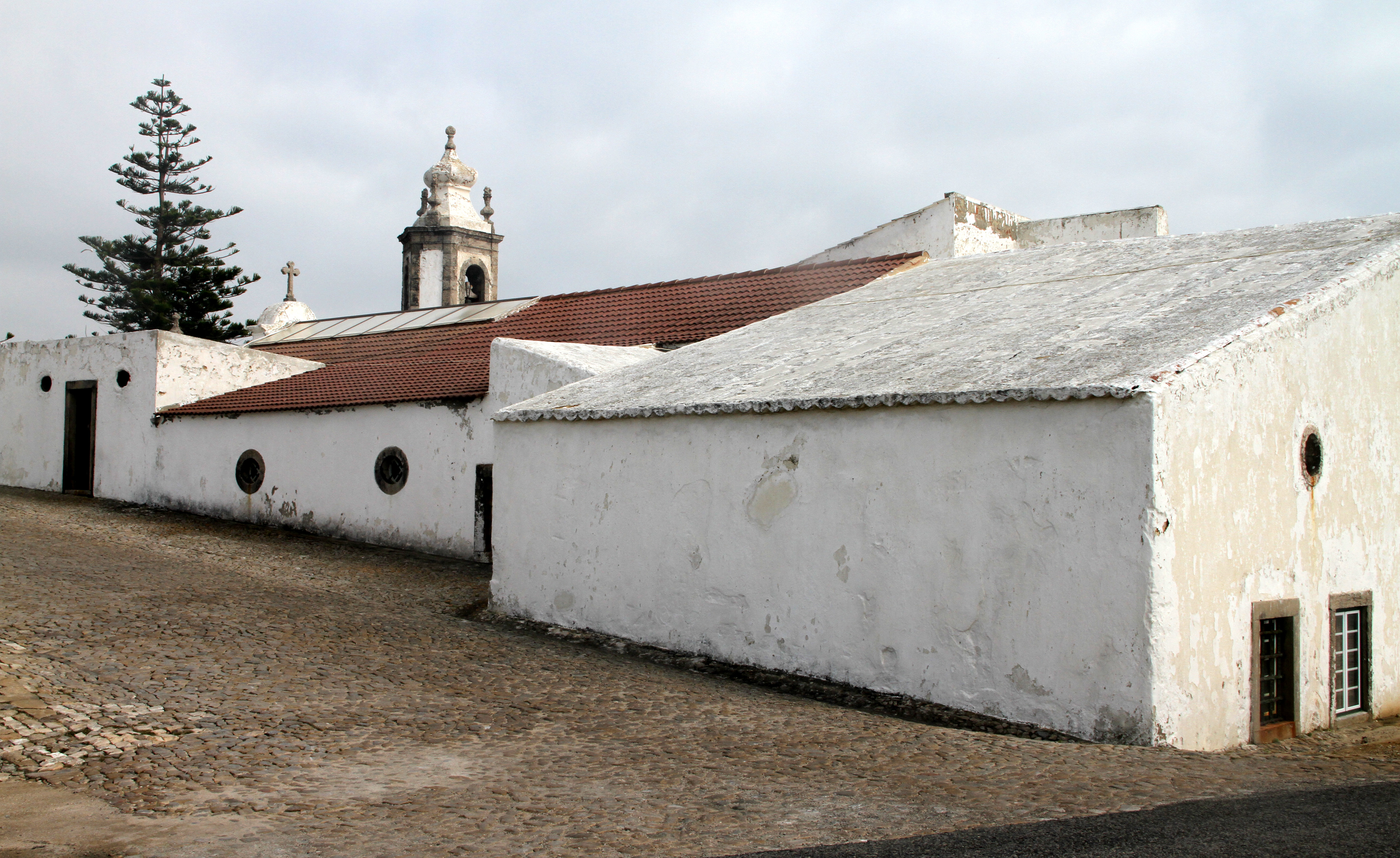
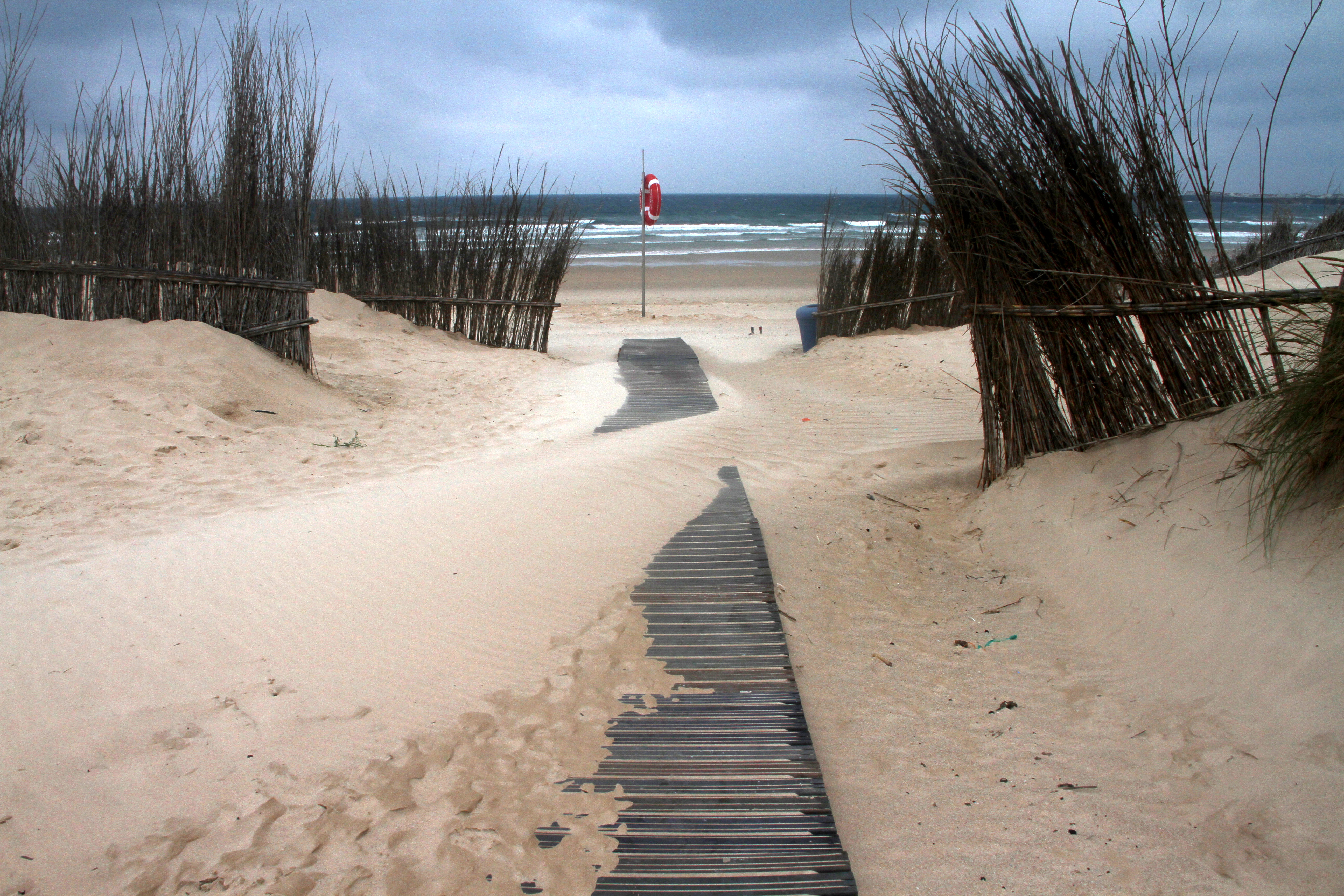
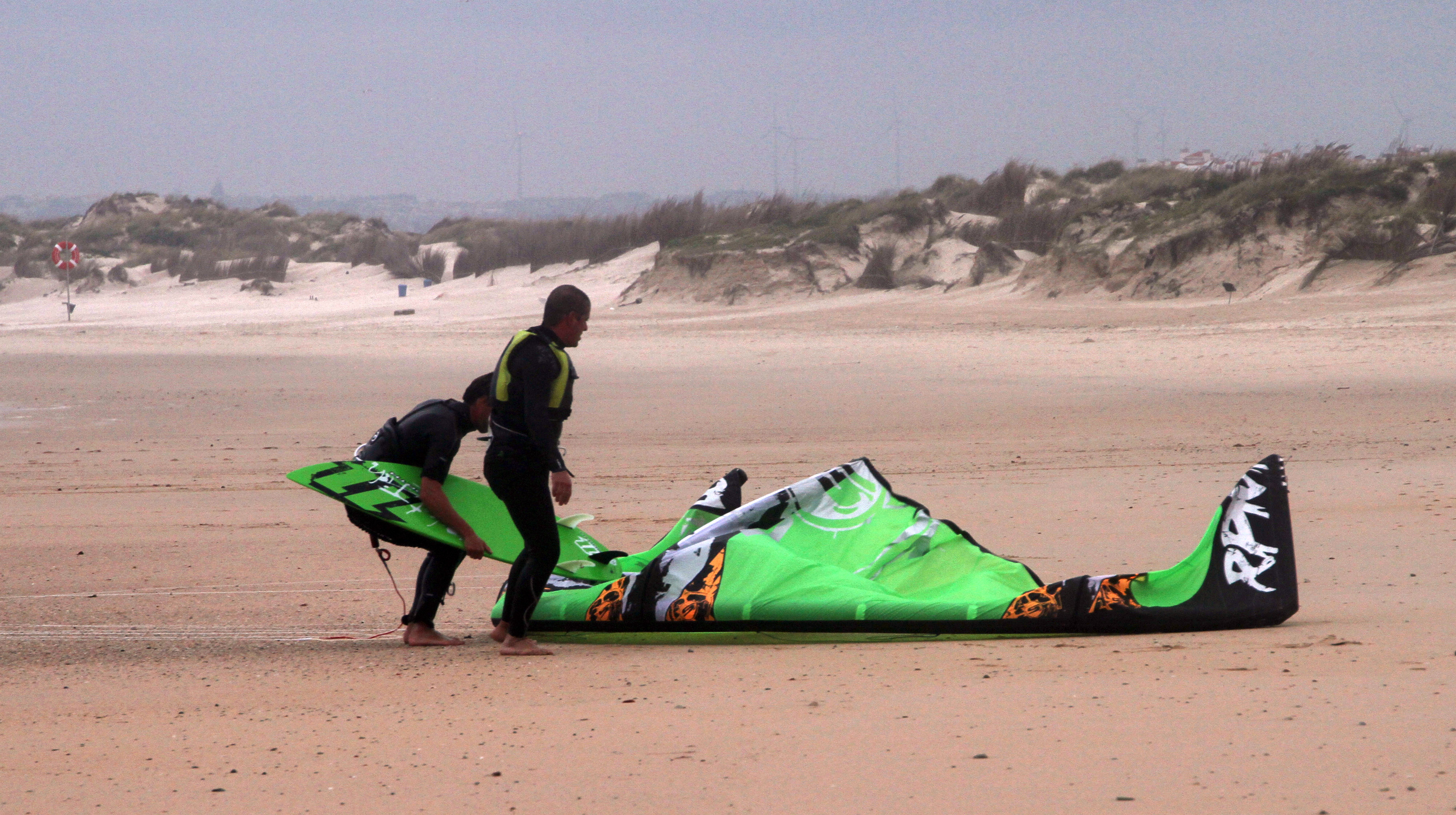
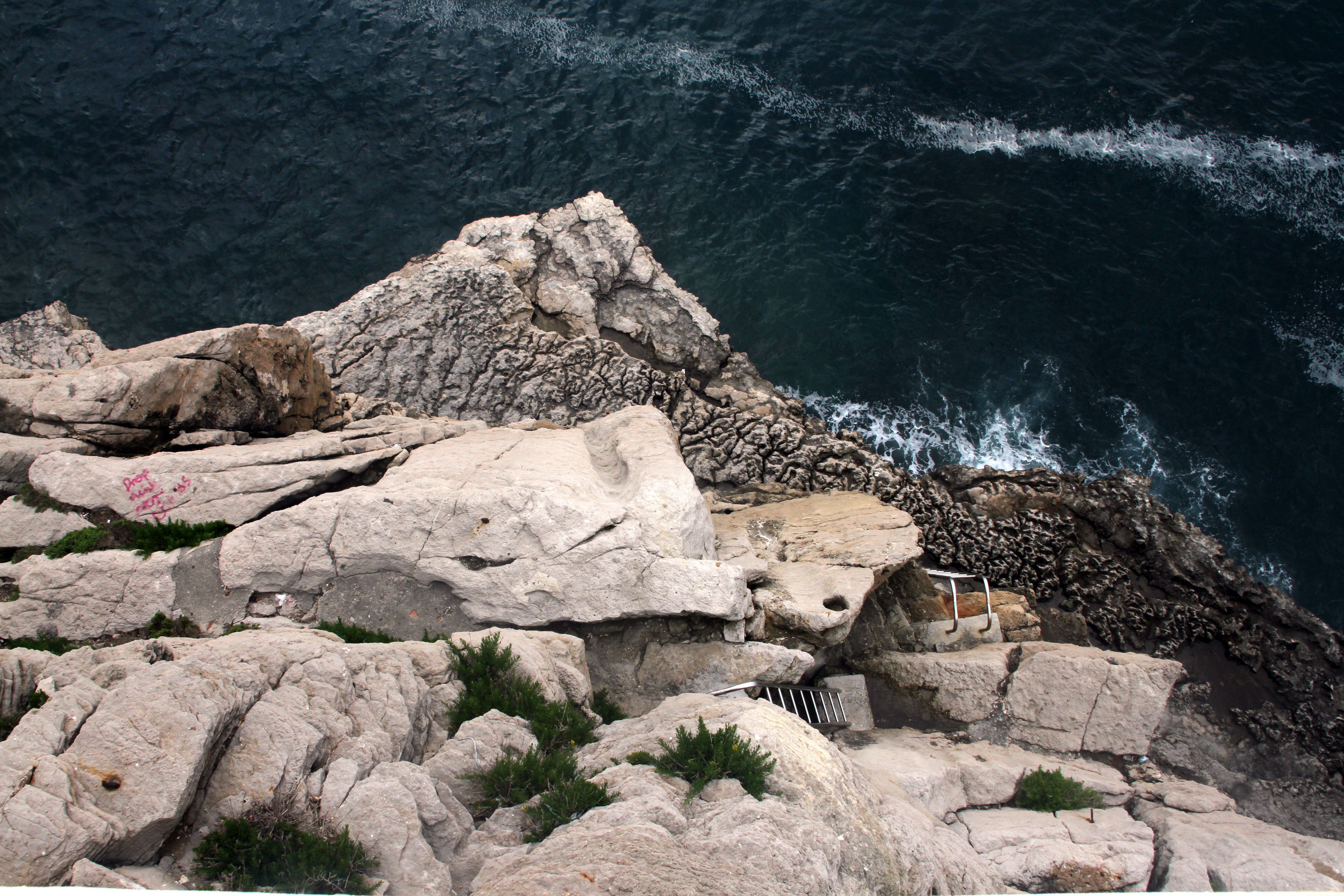
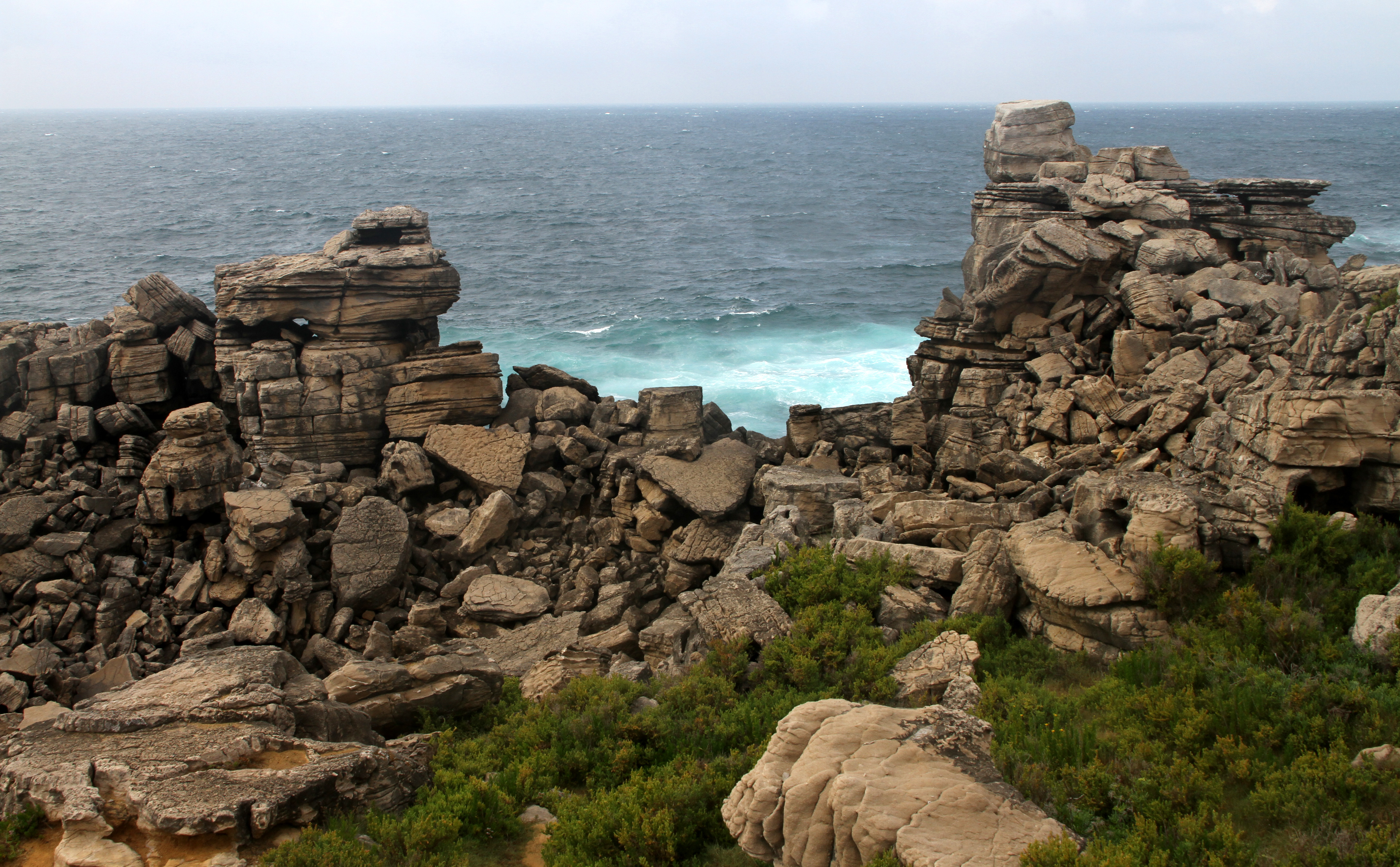
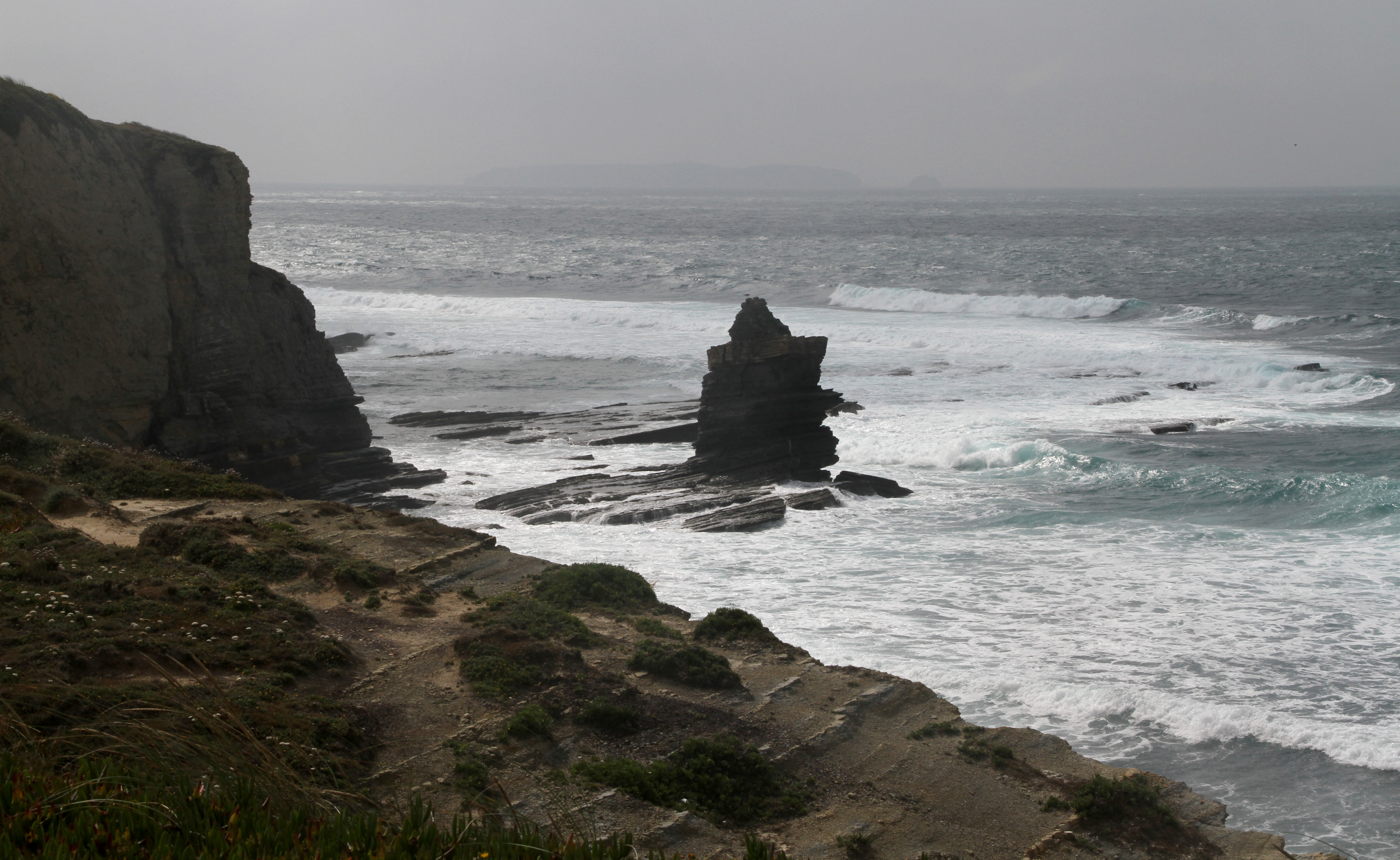
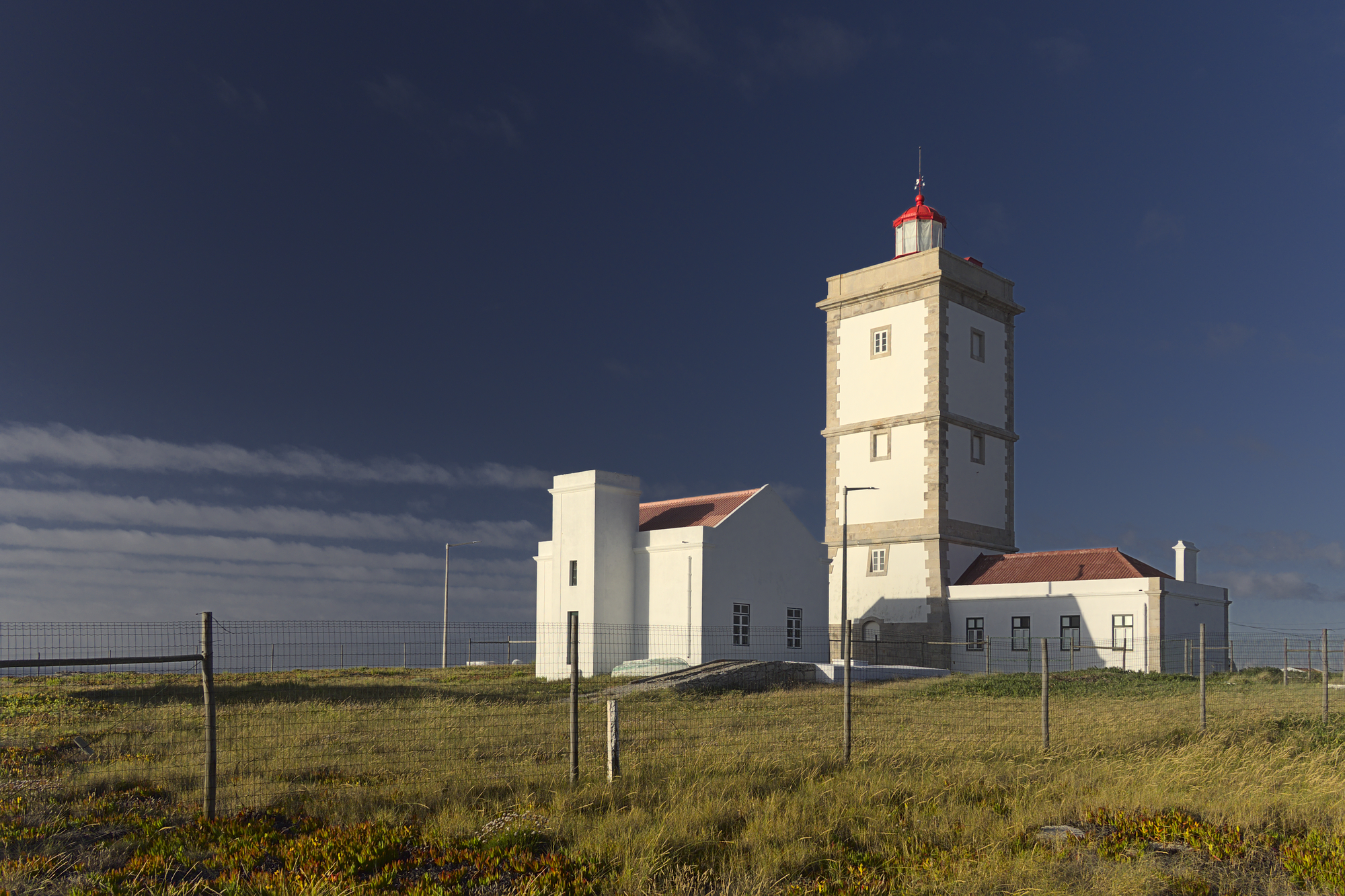